# Гуселка (река)
Гуселка (прежнее название Грязный буерак) — река в России, протекает по Камышинскому району Волгоградской области. Правый приток реки Иловля, бассейн Дона.

## География
Гуселка начинается в балке северо-восточнее одноимённого села. Течёт на юг, так что село остаётся на правом берегу. Река дважды запружена, после второй плотины поворачивает на юго-восток. Перед устьем запружена третий раз. Впадает в Иловлю в 277 км от устья последней. Длина реки составляет 23 км, площадь водосборного бассейна — 147 км².
Историко-географическій словарь Саратовской губерніи А. Н. Минха описывал речку так:
Грязноватый буеракъ рѣчка Камышинскаго уѣзда, правый притокъ р. Иловли, впадающій въ нее съ версту выше колоніи Новой Норки (Иловлинской волости); беретъ начало верстъ 5 къ возвышенности, сѣверу отъ с. Гуселки изъ возвышенности подымающейся на 1017 англ. футовъ надъ уровнемъ Чернаго моря. Течетъ небольшой дугой на юго-востокъ; верстъ 10 ниже с. Гуселки, на правомъ берегу рѣчки расположена деревня Грязноватый буеракъ. Длина рѣчки около 20 верстъ. (Воен. топогр. карта Генер. Штаба).

## Данные водного реестра
По данным государственного водного реестра России относится к Донскому бассейновому округу, водохозяйственный участок реки — Иловля, речной подбассейн реки — Дон между впадением Хопра и Северского Донца. Речной бассейн реки — Дон (российская часть бассейна).
Код объекта в государственном водном реестре — 05010300412107000009300.